# Волынский, Андрей Васильевич
Андрей Васильевич Волынский (?—1662) — стряпчий с платьем, московский дворянин и воевода в Смутное время и во времена правления Михаила Фёдоровича.
Из дворянского рода Волынские. Старший сын московского дворянина Василия Степановича Волынского. Имел бездетного брата московского дворянина Петра Васильевича, который постригся с именем Михаил в Костромском Богоявленском монастыре.
При крещении Андрей Васильевич получил имя — Наум, а имя Андрей — прозвище.

## Биография
В 1608 году участвовал в обороне Москвы, за что пожалован вотчиной в Ростиславском стане, Рязанского уезда, всего 56 четвертей. В 1611 году стряпчий с платьем, упомянут на земской службе с воеводой, князем Дмитрием Тимофеевичем Трубецким. В этот год имел оклад 25 рублей и 600 четвертей. В июле 1622 года, в чине московского дворянина отправлен в Вязьму в числе дворян, для разграничения земель с Литвой. В 1627—1640 упоминается, как московский дворянин. В марте 1628 году указано ему быть первым полковым воеводой в Михайлове и идти в сход в Передовом полку князя Юрия Дмитриевича Хворостинина в Дедилов, с которым он местничал, но безрезультатно. В 1631 и 1632 годах поздравлял Государя с днём Пасхи. С января 1635 по июнь 1640 годов второй воевода в Тобольске. В 1640 году он вместе с князем Осипом Михайловичем Щербатовым назначен воеводой в Мценск, но отставлены: «указал Государь оставить для того, что они молоды и польских служб не знают».
Крупный землевладелец, владел вотчинами и поместьями в Рязанском уезде. В 1638 году имел свой двор в Москве у Егорья в Лужках. В 1640 году получил вотчины в Галицком уезде.
Умер 10 июня 1662 года и погребён в Троице-Сергиевом монастыре.

## Семья
В 1632 году похоронил в Троице-Сергиевом монастыре свою мать — Марию.
Жена: Акулина, в 1663 году ей отданы вотчины мужа в Галицком уезде. По родословной росписи показаны бездетными.